# Stemmi dell'Unione Sovietica
Questa pagina elenca gli stemmi dell'Unione Sovietica e delle Repubbliche sovietiche.

## Emblemi delle Repubbliche Socialiste Sovietiche

Emblema della Repubblica Socialista Sovietica Armena
Emblema della Repubblica Socialista Sovietica Azera
Emblema della Repubblica Socialista Sovietica Bielorussa
Emblema della Repubblica Socialista Sovietica Estone
Emblema della Repubblica Socialista Sovietica Georgiana
Emblema della Repubblica Socialista Sovietica Kazaka
Emblema della Repubblica Socialista Sovietica Kirghisa
Emblema della Repubblica Socialista Sovietica Lettone

Emblema della Repubblica Socialista Sovietica Lituana
Emblema della Repubblica Socialista Sovietica Moldava
Emblema della Repubblica Socialista Federativa Sovietica Russa
Emblema della Repubblica Socialista Sovietica Tagika
Emblema della Repubblica Socialista Sovietica Turkmena
Emblema della Repubblica Socialista Sovietica Ucraina
Emblema della Repubblica Socialista Sovietica Uzbeka

## Emblemi di Repubbliche Sovietiche soppresse prima del 1956

### RSS Carelo-Finlandese (1941-1956)

Emblema della Repubblica Socialista Sovietica Carelo-Finlandese

### RSFS Transcaucasica (1922-1936)

1922-1923
1923-1924
1924-1936

## Versioni storiche

### RSS Armena

1922-1936

### RSS Azera

1931-1937

### RSS Bielorussa

1919-2927
1927-1937
1937-1938
1938-1949
1958-1981

### RSS Georgiana

1921-1922

### RSS Kazaka

1937-1978

### RSS Lettone

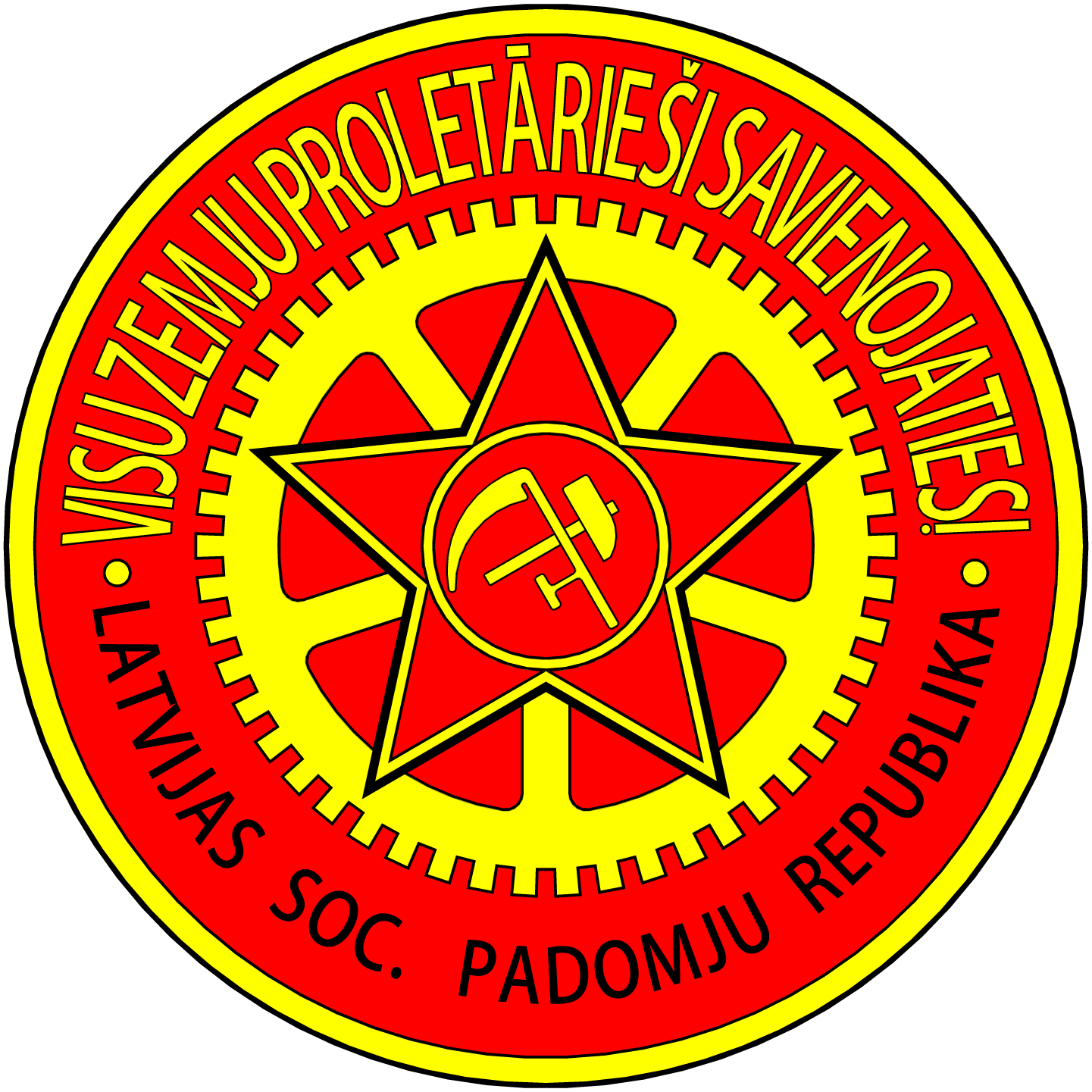
La prima versione dello stemma sovietico della Lettonia, adottato come simbolo della prima repubblica comunista lettone tra il 1918 ed il 1920.

### RSS Moldava

RSSA Moldava 1929-1938

### RSFS Russa

Emblema della Repubblica Socialista Federativa Sovietica Russa (1918-1920)
Stemma della Repubblica Socialista Federativa Sovietica Russa (1920-1956)
Stemma della Repubblica Socialista Federativa Sovietica Russa (1956-1978)
Stemma della Federazione Russa  (1992-1993)

### RSS Turkmena

Versione in uso dal 1927 al 1937
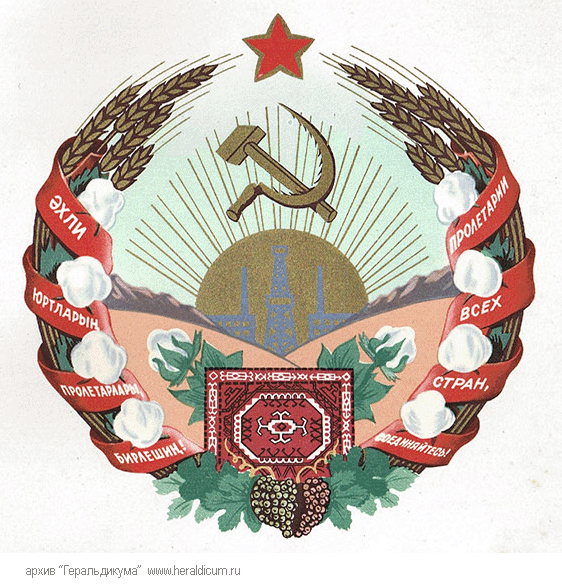
Versione in uso dal 1946 al 1978

### RSS Ucraina

Stemma della Repubblica Socialista Sovietica Ucraina (1918)
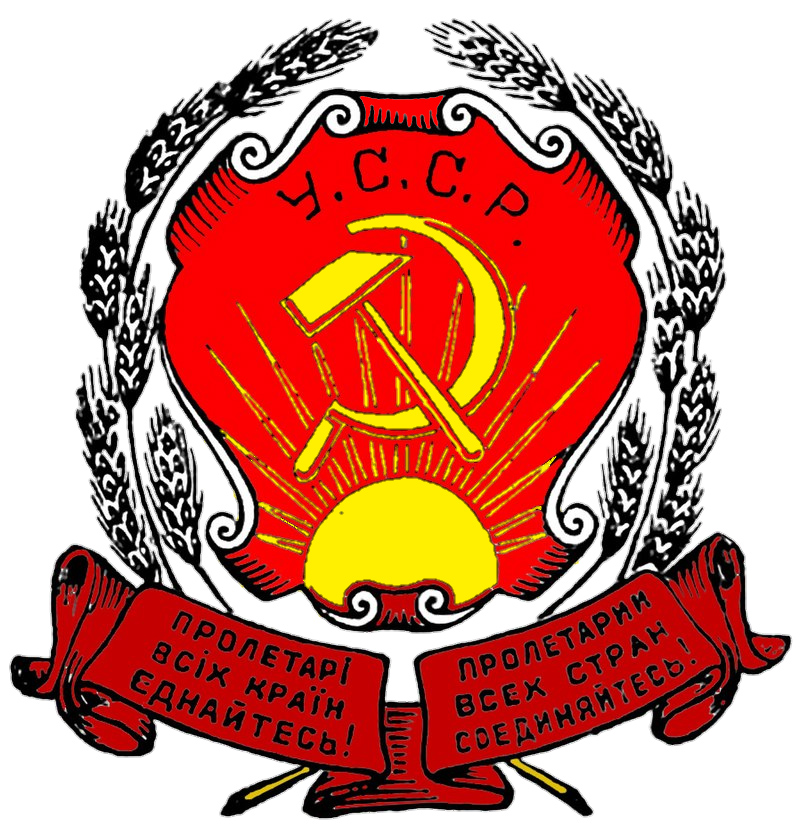
Stemma della Repubblica Socialista Sovietica Ucraina (1919)
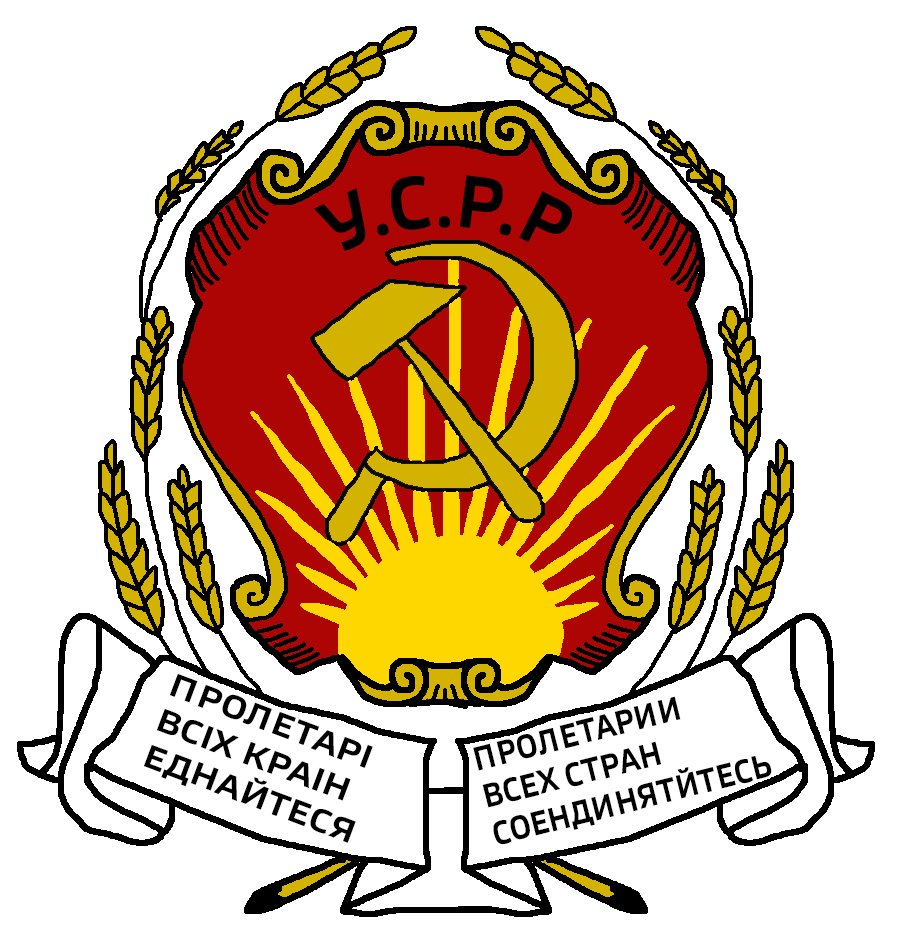
Stemma della Repubblica Socialista Sovietica Ucraina (1919-1929)
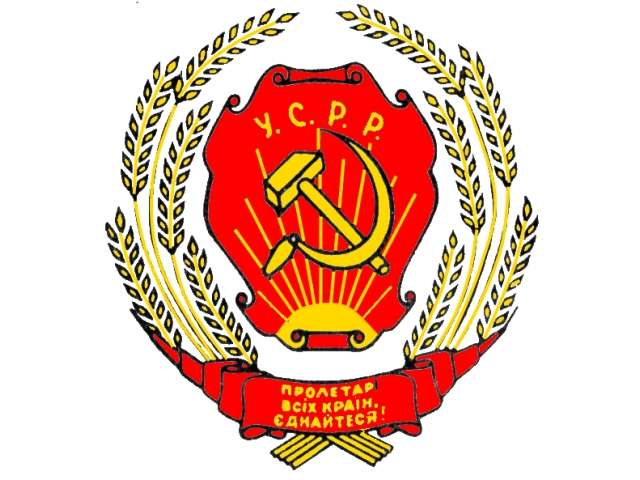
Emblema della Repubblica Socialista Sovietica Ucraina (1929-1937)
Emblema della Repubblica Socialista Sovietica Ucraina (1937-1949)